# 우상

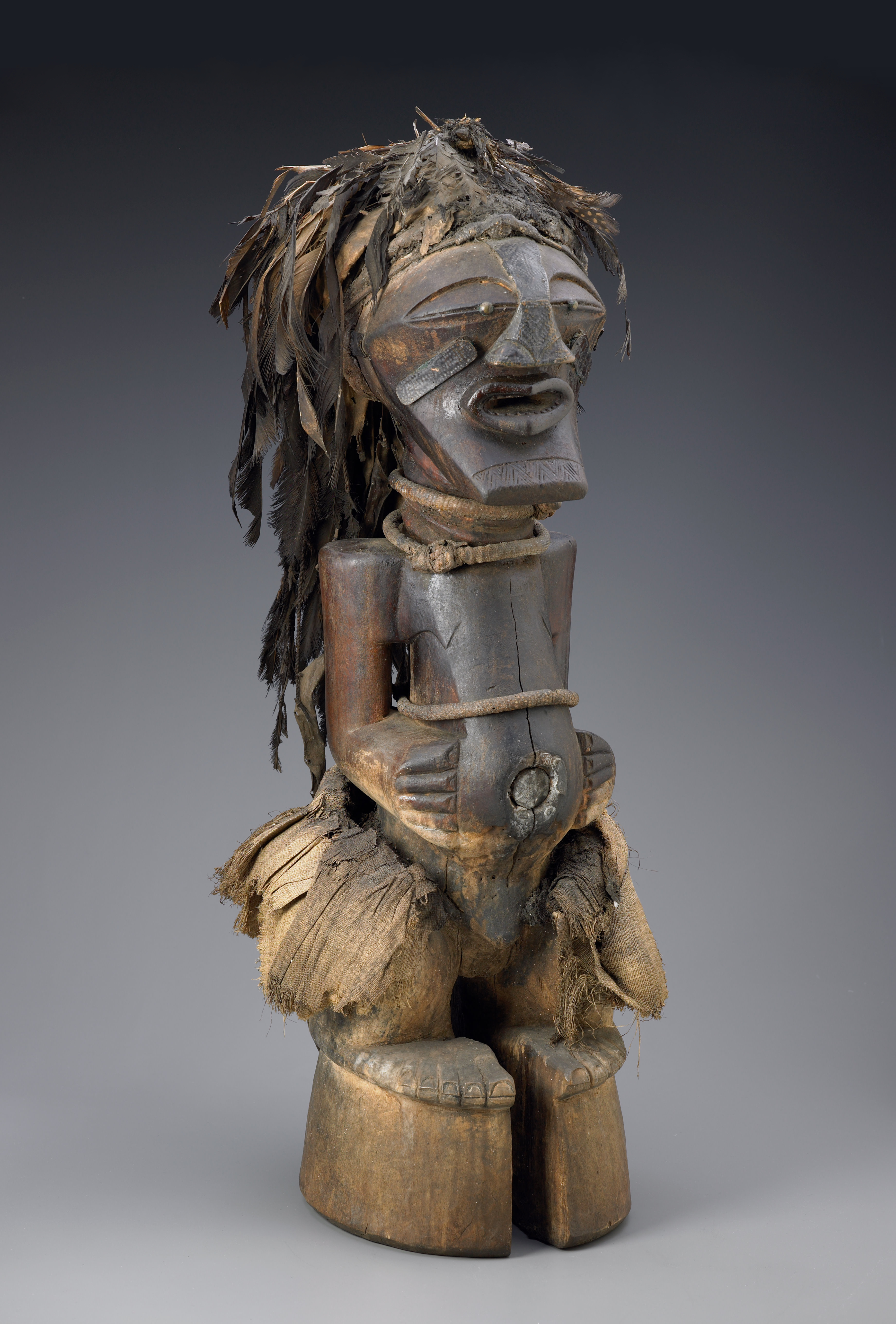
아프리카의 주술상

종교에서 우상은 인간에 의하여 만들어진, 신이나 사람, 영혼, 다이몬 등을 위하여 경배되거나 찬양되는 물건이다. 우상을 숭배하는 행위는 우상숭배라고 한다.
아이돌(idol)은 종종 우상의 동의어로 사용된다.

## 기독교
구약성경에서는 우상을 만들거나 우상을 숭배하는 것을 엄격하게 금지하였고 (출20:4-5), 신약성경에서는 탐심 등의 정신적인 타락마저도 우상으로 규정하고 숭배를 금지하였다.(엡5:5, 골3:5)
이콘 공경과 관련하여 8-9세기 동로마 제국에서 발생한 성상 파괴 운동은 로마 가톨릭교회와 동방 정교회가 분열되는 계기가 되었다.

## 같이 보기
- 아세라
- 주물숭배
- 이콘
- 성상 파괴 운동
- 푸자